# Križ (drama)
Križ (COBISS) je drama Matjaža Briškija, izdalo jo je leta 2006 Prešernovo gledališče.

## Vsebina
Osrednji lik drame je križ, na katerega vajenca pribijeta zveličarja. Nato se odpravita po barvo, da bi ga prebarvala. Medtem na prizorišče pride sin z materjo na vozičku, ki mater zadavi in se obesi na bližnje drevo. S križa nenadoma sestopi Kristus, ki sinovo truplo pribije na križ, in odpelje ponovno oživljeno mater s prizorišča. Vrneta se vajenca in prebarvata truplo na križu misleč, da gre za Kristusa. Po končanem delu srečata mojstra, ki naj pregleda njuno delo, medtem pa se na križu ponovno znajde Kristus. Ko mojster opazi nepobarvanega Kristusa, vajenca okara, ki nato snameta Kristusa in sama pristaneta na križu. Na koncu se vajenca z materjo in sinom znajdeta v vicah.